# Crocidura ansellorum
Crocidura ansellorum — вид ссавців родини Soricidae. Це ендемік Замбії. Його природне середовище проживання — субтропічні чи тропічні вологі рівнинні ліси. Йому загрожує втрата середовища проживання.